# مرو صغير
مرو صغير (الاسم العلمي:Maerua nana) هو نوع من النباتات يتبع جنس المرو من الفصيلة القبارية.